# Camila Vezzoso
Camila Vezzoso García (Artigas, 29 de octubre de 1993) es una modelo y reina de belleza uruguaya. Fue coronada como Miss Uruguay 2012 y representó a Uruguay en Miss Universo 2012.

## Certámenes

### Elite Model Look 2010
Camilla fue segunda finalista en el Elite Model Look 2010 de Uruguay.

### Miss Uruguay 2012
Camila Vezzoso fue coronada como Miss Universo Uruguay en Montevideo el jueves 31 de mayo de 2012.

### Miss Universo 2012
En 2012 fue a Colombia y Venezuela para la preparación de maquillaje, oratoria y modelaje y representó a Uruguay en Miss Universo en diciembre.

### Miss Continentes Unidos 2013
El 14 de septiembre de 2013, Vezzoso participó en Miss Continentes Unidos 2013 celebrado en Guayaquil, Ecuador. Fue 3ª finalista.